# Ghiata Al Gharbia
Ghiata Al Gharbia (en àrab غياتة الغربية, Ḡiyāta al-Ḡarbiyya; en amazic ⵖⵢⵢⴰⵜⴰ ⵜⴰⵖⵔⴱⵉⵜ) és una comuna rural de la província de Taza, a la regió de Fes-Meknès, al Marroc. Segons el cens de 2014 tenia una població total de 24.038 persones.